# 近戰自行火炮1型
近戰自行火炮1型（德語：Nahkampfkanone 1，「Nahkampf-」意爲「近戰」，「-kanone」意爲「加農」）是一款瑞士的試驗型驅逐戰車，設計思路與納粹德國的黃鼠狼驅逐戰車相近。該驅逐戰車曾於1944-1947年期間由瑞士陸軍使用。這種驅逐戰車只有1輛原型車下線。
該車使用經過改造的38(t)坦克底盤，最初裝備一門75毫米加農炮，後期改爲一門105毫米榴彈炮。